# (21363) Jotwani
(21363) Jotwani (1997 HX11) – planetoida z pasa głównego asteroid okrążająca Słońce w ciągu 5,13 lat w średniej odległości 2,97 j.a. Odkryta 30 kwietnia 1997 roku.